# Trapezium (geslacht)
Trapezium is een geslacht van tweekleppigen uit de familie Trapezidae.

## Soorten
De volgende soorten zijn bij het geslacht ingedeeld:
- Trapezium bicarinatum (Schumacher, 1817)
- Trapezium gilvum (Martens, 1872)
- Trapezium oblongum (Linnaeus, 1758)